# Vellozia declinans
Vellozia declinans är en enhjärtbladig växtart som beskrevs av Goethart och Johannes Jan Theodoor Henrard. Vellozia declinans ingår i släktet Vellozia och familjen Velloziaceae. Inga underarter finns listade.